# John Cary
John Cary, né le 23 février 1754 et mort le 16 août 1835, est un cartographe, graveur et marchand de cartes d'estampes et de globes britannique.

## Biographie

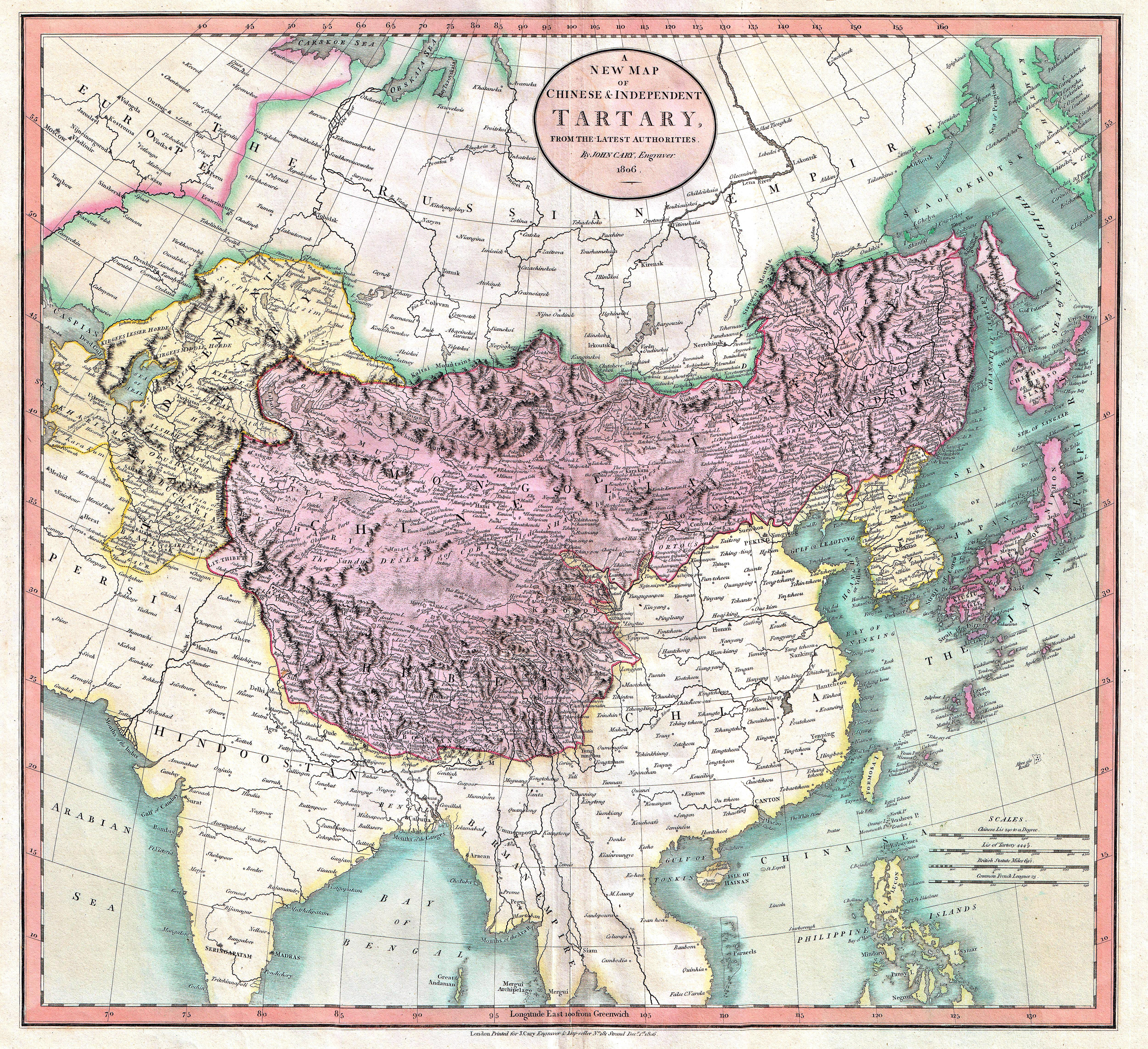
Carte de la Tartarie chinoise et indépendante en 1806.

John Cary naît le 23 février 1754 à Corsley, dans le Wiltshire, au Sud-Ouest de l'Angleterre.
Il part à Londres pour devenir l'apprenti de William Palmer, avant de s'installer à son compte à partir de 1779 : il y fabrique et vend des globes, célestes et terrestres. Il change plusieurs fois d'adresse, l'un de ses magasins ayant pris feu en 1820,.
Principalement indépendant, John Cary collabore avec d'autres éditeurs et artistes, comme John Wallis, qui l'aurait influencé pour devenir éditeur vers 1783 ou 1784, son frère William pour la production de globes terrestres et son frère Francis pour la gravure, et, plus particulièrement, avec le géologue William Smith et d'autres pour le développement et la publication de cartes géologiques, notamment la grande carte de Smith de 1815 et une série de comtés, commencée en 1819 mais non achevée.
Graveur sur cuivre, John Cary réalise des vues topographiques, des cartes de pays et de mers, des globes, des scènes de genre historiques, des scènes de théâtre, ainsi que des copies d'autres artistes tels qu'Anne Trevingard et Charles Reuben Ryley (en),,.

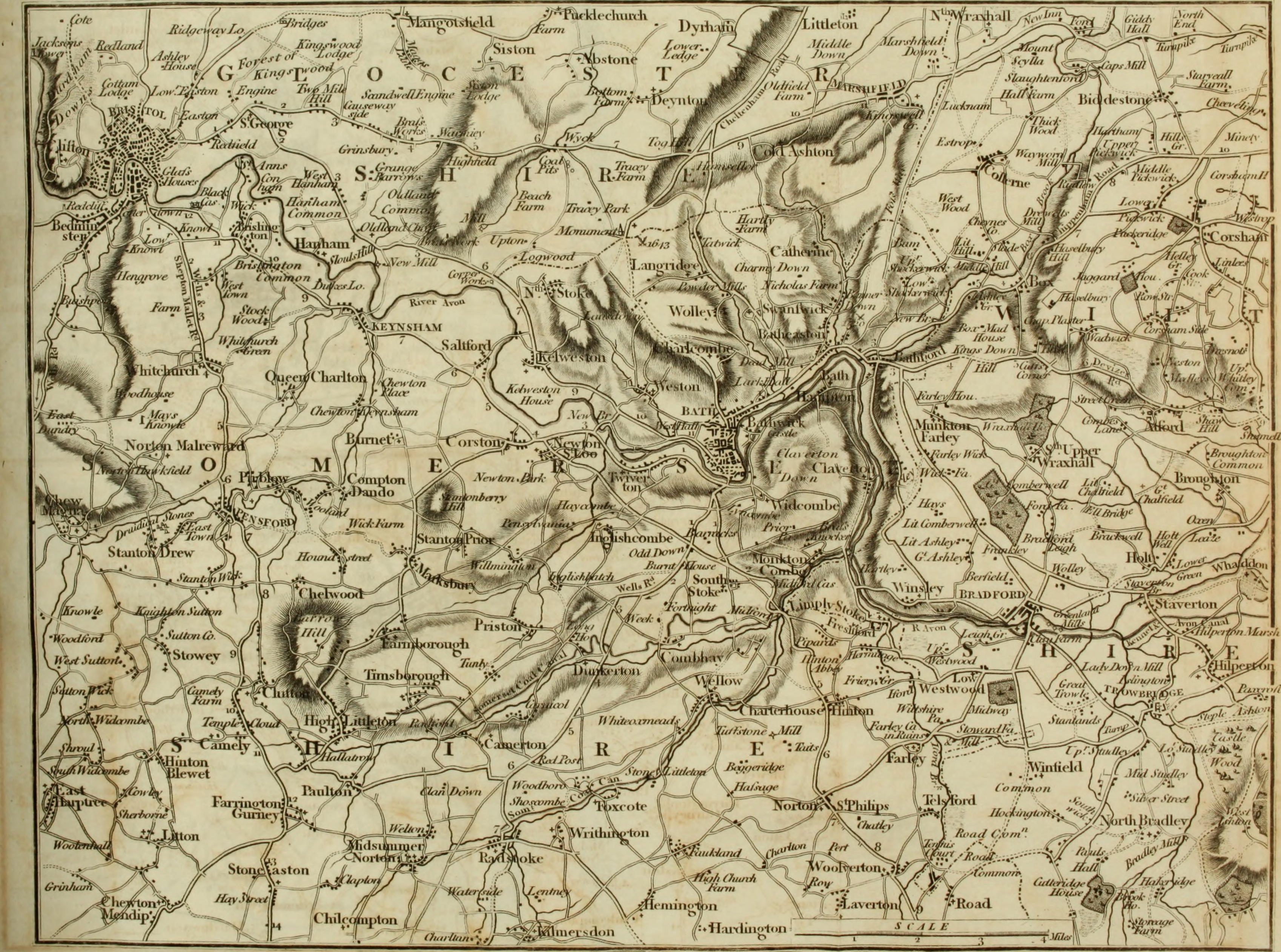
Exemple de carte routière entre l'Angleterre et le pays de Galles, dans New Itinerary (1815).

Il se fait surtout connaître pour ses plans gravés : son premier plan gravé connu date de 1779. Selon David Smith, de par la qualité de ses gravures, John Cary « établit de nouvelles normes et un nouveau style, son design simple, efficace et d'une beauté austère étant largement adopté ». Il obtient un grand succès et diversifie ses productions, principalement basées sur des cartes, plans et atlas, mais aussi des ouvrages astronomiques et pédagogiques, des cartes routières, des guides et des globes.
Le 21 juin 1779, John Cary épouse probablement Ann Jackson (c. 1752-1824) de Clerkenwell, avec qui il a trois fils et une fille. Son fils aîné George fait son apprentissage de graveur auprès de son père à partir de 1802 et reprend l'entreprise vers 1821 en partenariat avec son frère John, bien que leur père reste probablement associé jusqu'à sa mort survenue le 16 août 1835 à Mortlake, dans le Surrey. Il est enterré à Kensington, à Londres, le 22 août,.
La société nouvellement renommée G. et J. Cary continue à exercer ses activités ainsi que la fabrication d'instruments scientifiques et de globes terrestres et célestes de William Cary (mort en 1825) jusqu'en 1853, bien que la production de cartes semble avoir cessé vers 1846. Les documents cartographiques de la société sont ensuite acquis par George Frederick Cruchley (en), puis par Gall et Inglis, qui publieront des adaptations du stock et des plaques d'origine,
John Cary est devenu le cartographe privé le plus influent de son époque. Lui et sa société ont dominé la production de cartes britanniques pendant au moins une génération. Ses œuvres ont fait référence pendant longtemps et ont beaucoup été plagiées.

## Œuvres
Œuvres les plus notables :

A new map of Asia (1806).

- New and Correct English Atlas (éditions de 1787), très populaire qui devint l'atlas de comté standard de l'époque
- Traveller's Companion (1790)[9]
- New English Atlas (1801)
- New Universal Atlas (1808).
- New Itinerary (nombreuses éditions à partir de 1798), cartes routières faisant autorité[10]

## Prix et reconnaissance
- Médaille d'or de la Society of Arts (1804) pour la publication du relevé topographique du Cardiganshire de Singer (1803)[3].